# Ali Motahari
Ali Motahari (en persan : علی مطهری ; né en 1957 à Téhéran) est un homme politique conservateur modéré iranien et un membre du parlement (Majlis d'Iran).

## Biographie
Ali Motahari est né à Téhéran en 1957. Son père, Morteza Motahhari, est un universitaire spécialiste de l'Islam. 
Ali Motahari est représentant de Téhéran au parlement iranien.
Il est le beau-frère de l'actuel président du parlement, Ali Larijani, et est connu pour ses critiques virulentes contre Mahmoud Ahmadinejad.